# Bromazid
Bromazid ist eine chemische Verbindung aus der Gruppe der Azide bzw. der Stickstoffhalogenide.

## Gewinnung und Darstellung
Bromazid kann durch Reaktion von Brom mit Natriumazid oder Stickstoffwasserstoffsäure oder Silberazid gewonnen werden.
{\displaystyle {\ce {Br2 + NaN3 -> BrN3 + NaBr}}}

## Eigenschaften
Bromazid ist eine farblose explosive Flüssigkeit. Die Kondensation von gasförmigem Bromazid zu einer dann orangeroten Flüssigkeit führt meist zur Explosion. Die reine Flüssigkeit zersetzt sich leicht und ist in Wasser löslich unter Bildung einer braunen Lösung.
{\displaystyle {\ce {BrN3 + H2O -> HBrO + HN3}}}
Das Bromazid-Molekül liegt in einer trans-Konfiguration vor mit schwach gewinkelter N3-Einheit und einem mit einer sp2-Hybridisierung am Br-tragenden N-Atom übereinstimmenden Br-N-N-Winkel. Im Unterschied zum kettenförmigen Iodazid nimmt Bromazid eine helicale Festkörperstruktur ein.

## Verwendung
Bromazid liefert mit Alkenen vicinale Azido-brom-alkane. So liefert die Addition an Styrol in polaren Lösungsmitteln 1-Azido-2-brom-1-phenylethan mit 95 % Ausbeute.